# 1 Brygada AL im. Ziemi Kieleckiej
1 Brygada Armii Ludowej im. Ziemi Kieleckiej – związek partyzancki Armii Ludowej sformowany na Kielecczyźnie w 1944 roku, prowadzący głównie działania dywersyjne skierowane przeciw armii niemieckiej, polegające na niszczeniu transportów i linii komunikacyjnych.

## Historia i działania bojowe
Została zorganizowana rozkazem dowódcy III Obwodu Armii Ludowej – płk. Mieczysława Moczara „Mietka” z dnia 13 lipca 1944 roku, za początek jej istnienia uznaje się dzień 26 lipca 1944 roku.
W jej skład weszły oddziały Armii Ludowej: im. M. Langiewicza (dowódca – ppor. Czesław Borecki „Brzoza”), im. B. Głowackiego (dowódca – sierż. Stefan Szymański „Góral”), im. Zawiszy Czarnego (dowódca – kpr. Wacław Młynek „Wrzos”), im. G. Narutowicza (dowódca – ppor. Tadeusz Maj „Łokietek”) oraz żołnierze AL zmobilizowani w rejonie Ostrowca Świętokrzyskiego. Początkowo brygada składała się z 2 batalionów i liczyła około 200 ludzi, pod koniec września składała się już z 3 batalionów (1 i 2 składały się z 3 kompanii, 3 z 2 kompanii), kompanii sztabowej i plutonu zwiadu, liczyła około 500 ludzi.
Zgodnie z rozkazem dowódcy III Obwody Armii Ludowej do głównych jej zadań bojowych należała walka z transportem wroga i niszczenie jego linii komunikacyjnych. W czasie swojej działalności przeprowadziła szereg akcji bojowych m.in. w dniu 2 sierpnia w rejonie Śniadki rozbiła 200 osobowy oddział „własowców”, 8 sierpnia na odcinku kolejowym Kielce – Skarżysko-Kamienna grupa minerska wysadziła pociąg wojskowy, 10 sierpnia w miejscowości Gustawów rozbiła 75 osobowy oddział niemiecki, 14 sierpnia w rejonie stacji kolejowej Węgle wysadziła most wraz z pociągiem wojskowym, 18 sierpnia na odcinku kolejowym Stąporków – Końskie wysadzono pociąg wojskowy, a w dniach 9 i 11 września zniszczono mosty kolejowe na linii Kielce – Włoszczowa.
W dniach 16–19 września 1 batalion brygady wziął udział w bitwie w lasach suchedniowskich, skąd przebił się w rejon Gruszki, gdzie skoncentrowała się cała brygada. W jej rejonie brygada została otoczona przez siły niemieckie i w dniu 29 września stoczono tam bitwę.
W nocy z 29/30 września w czasie przebijania się z okrążenia od brygady odłączył się 2 batalion. 2 batalion skierował się do lasów siekierzyńskich (koło miejscowości Siekierno-Rataje), gdzie w dniu 6 października wspólnie z oddziałami 2 Brygady AL „Świt” stoczył kolejną bitwę a następnie w nocy z 28 na 29 października przebił się pod Chotczą przez linię frontu.
Pozostałe oddziały brygady po bitwie pod Gruszką skierowały się w rejon Gór Świętokrzyskich, gdzie w połowie października brygada została rozformowana. Część żołnierzy udała się do miejsc zamieszkania, a z osób które były zdekonspirowane utworzono trzy oddziały: „Młota” (dowódca – por. Edmund Borowiecki „Młot”) i „Chytrego” (dowódca – por. Julian Kaniewski „Chytry”), oraz „Stefana” (dowódca – por. Stefan Czajka „Stefan”) które prowadziły działania bojowe do stycznia 1945 roku.
23 sierpnia 1944 1 Brygada AL im. Ziemi Kieleckiej została odznaczona Orderem Krzyża Grunwaldu III klasy za udział w walce z okupantem.
Elementem charakterystycznym brygady był noszony przeważnie na lewym ramieniu biały trójkąt równoboczny z zieloną obwódką i wyhaftowanymi an czerwono literami AL. Kolor zielony był z jednej strony symbolem lasu- schronienia partyzantów, z drugiej udziału ludności wiejskiej w walce. Z uwagi na braki materiałowe w sierpniu 1944 te trójkąty miała 1/3 bądź 1/4 żołnierzy brygady, w pierwszej kolejności dostawali je oficerowie i podoficerowie. Zwykle umieszczany na lewym ramieniu, choć zdarzały się przypadki naszywania ich na czapki (w sposób przepisowy). Wzór został wymyślony w marcu-kwietniu 1944 r., rozpowszechnił się w sierpniu 1944 r.

## Obsada personalna
(w okresie 26 lipca – październik 1944)
Dowódca:
- mjr Henryk Połowniak „Zygmunt” (ranny 30 września pod Gruszką)

Oficer operacyjny:
- por. Bolesław Łazarski „Chmura” (od 14 sierpnia dowódca 1 batalionu)

Oficer propagandowy:
- ppor. Antoni Ratusiński „Antek” (równocześnie sekretarz Komitetu Okręgowego PPR w Radomiu, zginął 3 października 1944 roku w Ostrowcu Świętokrzyskim

Oficer sztabu brygady:
- por. Stanisław Gwizdowski „Skromy”
- por. Kazimierz Czyż „Chrust” (od 23 września 1944 roku)

Kompania sztabowa
- dowódca – por. Spirydon Dziubiński „Zemsta”

Pluton zwiadu
- dowódca – ppor. Józef Niewiadomski „Sokół”

1 batalion (w połowie października 1944 roku rozformowany)
We wrześniu 1944 r. połowa jego żołnierzy miała kurtki zrzutowe tzw. wz.43(regulaminowe w 1 i 2 Armii WP) oraz wz.19/wz.36 zebrane z poległych we wrześniu 1939 r. żołnierzy WP, bądź też szyte konspiracyjne inspirując się kurtką wz.36
- dowódca batalionu
  - por. Czesław Borecki „Brzoza” (14 sierpnia przeniesiony do sztabu Obwodu III AL)
  - por. Bolesław Łazarski „Chmura” (12 września przeniesiony do sztabu Obwodu III AL)
  - por. Bolesław Mikulski
- dowódca 1 kompanii
  - por. Jan Sadło
- dowódca 2 kompanii
  - ppor. Stefan Czajka (od 23 września dowódca 3 batalionu)
  - por. Wacław Młynek „Wrzos”
- dowódca 3 kompanii
  - ppor. Maksymilian Pora „Przelot”

2 batalion (w nocy z 27/28 października 1944 roku przebił się przez linię frontu pod Chotczą)
- dowódca batalionu
  - por. Stefan Szymański „Góral”
- dowódca 1 kompanii
  - sierż. Kazimierz Machowski „Badyl”
- dowódca 2 kompanii
  - sierż. Jan Gajda „Mały” (do 23 września)
  - ppor. Marian Olczyk „Lew”
- dowódca 3 kompanii
  - ppor. Ludwik Borowiecki „Młot”

3 batalion (23 września – połowa października rozformowany)
- dowódca batalionu
  - por. Stefan Czajka
- dowódca 1 kompanii
  - ppor. Jan Gajda „Mały”
- dowódca 2 kompanii
  - por. Jan Michorek (poległ 30 września pod Gruszką)

Latem 1944 liczyła około 700 partyzantów.